# Плейн-В'ю (Північна Кароліна)
Плейн-В'ю (англ. Plain View) — переписна місцевість (CDP) в США, в окрузі Сампсон штату Північна Кароліна. Населення — 1923 особи (2020).

## Географія
Плейн-В'ю розташований за координатами 35°14′38″ пн. ш. 78°33′37″ зх. д. / 35.24389° пн. ш. 78.56028° зх. д. (35.243991, -78.560225).  За даними Бюро перепису населення США в 2010 році переписна місцевість мала площу 43,19 км², з яких 43,04 км² — суходіл та 0,15 км² — водойми.

## Демографія
Згідно з переписом 2010 року, у переписній місцевості мешкала 1961 особа в 762 домогосподарствах у складі 531 родини. Густота населення становила 45 осіб/км².  Було 848 помешкань (20/км²).
Расовий склад населення:
| - 77,5 % — білих - 16,4 % — чорних або афроамериканців - 1,4 % — азіатів - 1,1 % — корінних американців - 2,2 % — осіб інших рас |

До двох чи більше рас належало 1,4 %. Частка іспаномовних становила 5,0 % від усіх жителів.
За віковим діапазоном населення розподілялося таким чином: 24,6 % — особи молодші 18 років, 61,7 % — особи у віці 18—64 років, 13,7 % — особи у віці 65 років та старші. Медіана віку мешканця становила 39,1 року. На 100 осіб жіночої статі у переписній місцевості припадало 98,9 чоловіків;  на 100 жінок у віці від 18 років та старших — 100,5 чоловіків також старших 18 років.
Середній дохід на одне домашнє господарство  становив 54 529 доларів США (медіана — 40 023), а середній дохід на одну сім'ю — 68 443 долари (медіана — 49 091). Медіана доходів становила 35 647 доларів для чоловіків та 21 473 долари для жінок. За межею бідності перебувало 15,2 % осіб, у тому числі 19,0 % дітей у віці до 18 років та 4,3 % осіб у віці 65 років та старших.
Цивільне працевлаштоване населення становило 1229 осіб. Основні галузі зайнятості: роздрібна торгівля — 21,2 %, науковці, спеціалісти, менеджери — 16,3 %, освіта, охорона здоров'я та соціальна допомога — 13,6 %, будівництво — 13,5 %.